# Mesogona rosea
Mesogona rosea là một loài bướm đêm trong họ Noctuidae.